# Улица Дегтярёва (Санкт-Петербург)
Улица Дегтярёва — улица в Красногвардейском районе Санкт-Петербурга. Проходит от проспекта Металлистов до проспекта Энергетиков.

## История
Ранее улица называлась Васильевской (название известно с 1901 года). Улица была короче и начиналась от несуществующей ныне Чернавской улицы. Восточная граница улицы находилась там же, где сейчас. Современное название улице было присвоено 15 декабря 1952 года в честь советского оружейного конструктора, Героя Социалистического Труда Василия Алексеевича Дегтярёва.

## Пересечения
- проспект Металлистов
- проспект Энергетиков

## Транспорт
Ближайшая к улице Дегтярёва станция метро — «Ладожская» 4-й (Правобережной) линии.
Улицу пересекают троллейбусные маршруты № 16 и 18 (от станции метро «Новочеркасская»).

## Достопримечательности
- Большеохтинское кладбище